# Шампания
Шампания (укр. Шампанія) — посёлок в Звенигородском районе Черкасской области Украины.
Население по переписи 2001 года составляло 73 человека. Почтовый индекс — 20212. Телефонный код — 4740.

## Местный совет
20212, Черкасская обл., Звенигородский р-н, с. Пединовка